# Organisationen for afrikansk enhed
Organisationen for afrikansk enhed (OAU eller Organization for African Unity) blev dannet 25. maj 1963. Den blev opløst 9. juli 2002 af organisationens sidste leder, sydafrikaneren Thabo Mbeki, og blev erstattet af den Afrikanske Union.
Organisationens formål var at fremme enhed og solidaritet blandt de afrikanske lande og fungere som kontinentets kollektive stemme i verden. Den arbejede også for at afvikle koloniherredømmet, og oprettede en frigøringskomité, som skulle bistå frigøringsbevægelser.[kilde mangler]
Hovedkvarteret blev lagt i Addis Ababa i Etiopien efter invitation af kejser Haile Selassie II.[kilde mangler] Organisationens charter blev undertegnet af 32 uafhængige afrikanske stater. Da organisationen blev opløst, var 53 af Afrikas 54 stater medlemmer. Marokko trak sig i 1985 efter at Vestsahara blev optaget som medlem i 1982.
Til trods for at OAU ofte er blevet opfattet som bureaukratisk og uden magt,[kilde mangler] har tidligere generalsekretær i FN Kofi Annan, rost OAU for at den har bragt afrikanere sammen.[kilde mangler] Alligevel hævder kritikere at organisationen i løbet af de 37 år den eksisterede, gjorde lidt for at værne om afrikanske borgeres rettigheder.[kilde mangler]